# Aram Yerganian
Aram Yerganian (Erzurum, 20 maggio 1900 – Córdoba, 2 agosto 1934) è stato un rivoluzionario armeno con cittadinanza ottomana naturalizzato argentino.

## Biografia
Frequentò le scuole nella natìa Erzerum; testimone del genocidio armeno e per sopravvivere dovette rifugiarsi nel Caucaso. Nel 1917 si arruolò nei distaccamenti di volontari armeni e combatté per il generale Dro nella battaglia di Bash Abaran. Dopo la vittoria sulle forze ottomane e l'istituzione della Repubblica Democratica d'Armenia nel 1918, Yerganian si arruolò nell'Operazione Nemesis, l'operazione segreta condotta da un corpo speciale della Federazione Rivoluzionaria Armena con l'obiettivo di assassinare tutti i principali organizzatori dei massacri contro gli armeni sia nell'Impero Ottomano che in Azerbaigian.
Dopo che l'Armenia fu occupata dai bolscevichi, Yerganian si recò a Tbilisi dove, insieme a Misak Grigorian, fu incaricato di assassinare l'ex primo ministro della Repubblica Democratica di Azerbaigian Fatali Khan Khoyski e il leader del partito Musavat Khan Mahmadov. Il 19 giugno 1920 i due si incontrarono nella piazza Yerevan di Tbilisi in attesa di un segnale da parte dei loro complici. Quando Khoyski e Mahmadov si trovarono a 100-150 metri di distanza, aprirono immediatamente il fuoco contro di loro. Khoyski fu ucciso all'istante, mentre Mahmadov, che era solo ferito, riuscì a fuggire.
Una volta terminata la missione a Tbilisi, Yerganian si recò a Costantinopoli dove cercò di reclutare altri sicari per l'operazione.
In seguito, a Yerganian e Arshavir Shirakian fu affidato il compito di assassinare Cemal Azmi e Bahaeddin Şakir, che nel frattempo si era rifugiati a Berlino. Il 17 aprile 1922, Shirakian e Yerganian incontrarono Azmi e Şakir che passeggiavano con le loro famiglie nella Uhlandstrasse. Shirakian riuscì a uccidere solo Azmi e a ferire Şakir. Yerganian inseguì a Sakir e lo uccise con un colpo alla testa.
Dopo l'azione in Germania, Yerganian si recò in Austria e poi a Bucarest, dove visse prima di emigrare a Buenos Aires nel 1927. Nella capitale argentina Yerganian divenne linotipista del giornale locale Armenia. Nel 1931 sposò Zabel Paragyan dalla quale ebbe una figlia. Dopo aver contratto la tubercolosi, Yerganian si trasferì a Córdoba, dove morì il 2 agosto 1934, all'età di 34 anni. 
È sepolto presso il Circolo ARF Antranik a Córdoba.